# Discothèque
Discothèque – piosenka rockowej grupy U2, pochodząca z jej wydanego w 1997 roku albumu, Pop. Została wydana jako pierwszy singel promujący tę płytę.
Teledysk do utworu nakręcił Stéphane Sednaoui. Przedstawiał on zespół wykonujący piosenkę w pokoju pełnym luster i dyskotekowych świateł, a w końcowych ujęciach, członków grupy ubranych w kostiumy Village People.

## Historia
26 października 1996 roku, trwający 30 s. fragment utworu znalazł się w Internecie. 27 grudnia tego samego roku cała piosenka przeciekła do Internetu i zespół został zmuszony przesunąć datę wydania. "Discothèque" zadebiutowała na miejscu #3 w Stanach Zjednoczonych na liście Modern Rock Tracks i 7 lipca 1997 roku otrzymała Złoto, przyznane przez RIAA. Na liście Billboard Hot 100 utwór znalazł się na miejscu #10, ale zaledwie po czterech tygodniach opuścił notowanie. "Discothèque" zajęło miejsca #1 w Wielkiej Brytanii na liście UK Singles Chart i w Kanadzie na liście Canadian Hot 100.
Zremiksowana wersja piosenki została wydana na kompilacyjnym albumie grupy, The Best of 1990-2000. 

## Lista utworów

### Wersja 1
1. "Discothèque" (wersja 12") (5:08)
2. "Holy Joe" (Garage Mix) (4:21)
3. "Holy Joe" (Guilty Mix) (5:08)

Wydana na CD w Wielkiej Brytanii. Wydania na 7" i kasecie magnetofonowej były dostępne w Australii i Stanach Zjednoczonych, jednak nie zawierały "Holy Joe (Guilty Mix)".

### Wersja 2
1. "Discothèque" (David Morales Deep Club Mix) (7:00)
2. "Discothèque" (Howard Bernstein Hairy B Mix) (7:39)
3. "Discothèque" (Steve Osborne Mix) (7:21)
4. "Discothèque" (David Morales M TEC Radio Mix) (3:45)

Wydanie powszechne CD, dostępne w większości krajów.

### Wersja 3
1. "Discothèque" (DM Deep Extended Club Mix) (10:04)
2. "Discothèque" (Hexadecimal Mix) (7:21)
3. "Discothèque" (wersja albumowa) (5:19)
4. "Holy Joe" (Guilty Mix) (5:08)
5. "Discothèque" (Howie B Hairy B Mix) (7:39)

Wydanie na CD w Stanach Zjednoczonych.

### Wersja 4
1. "Discothèque" (DM Deep Club Mix) (7:00)
2. "Discothèque" (Hexadecimal Mix) (7:21)
3. "Discothèque" (DM Deep Instrumental Mix) (6:58)
4. "Discothèque" (edycja radiowa) (4:34)

Wydanie na 12" w Stanach Zjednoczonych.

### Wersja 5
1. "Discothèque" (DM Deep Extended Club Mix) (10:04)
2. "Discothèque" (DM Deep Beats Mix) (3:59)
3. "Discothèque" (DM TEC Radio Mix) (3:45)
4. "Discothèque" (DM Deep Instrumental Mix) (6:58)
5. "Discothèque" (wersja 12") (5:08)
6. "Discothèque" (David Holmes Mix) (6:14)
7. "Discothèque" (Howie B Hairy B Mix) (7:39)
8. "Discothèque" (Hexadecimal Mix) (7:21)

Ta wersja, zawierająca wszystkie dostępne remiksy, została wydana jako potrójne 12", wyłącznie w Wielkiej Brytanii.

## Pozycje na listach
| Kraj/Lista (1997)                                                | Pozycja |
| ---------------------------------------------------------------- | ------- |
| Wielka Brytania (UK Singles Chart)                               | 1       |
| Kanada (Canadian Singles Chart)                                  | 1       |
| Stany Zjednoczone (Billboard Modern Rock Tracks)                 | 1       |
| Stany Zjednoczone (Billboard Hot Dance Music/Club Play)          | 1       |
| Stany Zjednoczone (Billboard Hot Dance Music/Maxi-Singles Sales) | 1       |
| Japonia (Tokio Hot 100)                                          | 1       |
| Łotwa (Latvian Airplay Top)                                      | 1       |
| Australia (ARIA Charts)                                          | 3       |
| Europa (Eurochart Hot 100 Singles)                               | 3       |
| Stany Zjednoczone (Billboard Mainstream Rock Tracks)             | 6       |
| Niemcy (German Singles Chart)                                    | 9       |
| Stany Zjednoczone (Billboard Hot 100)                            | 10      |
| Stany Zjednoczone (Billboard Top 40 Mainstream)                  | 40      |